# Panofsky Prize
De Panofsky Prize is een jaarlijks uitgereikte prijs van $10.000 ter ere van de erkenning en stimulatie van opmerkelijke prestaties in de experimentele deeltjesfysica. Mededinging staat open zonder voorwaarden aan de afkomst van wetenschappers. De prijs werd in 1985 in het leven geroepen door vrienden van Wolfgang K.H. Panofsky en door de Division of Particles and Fields van de American Physical Society. De prijs gaat gewoonlijk naar één persoon, maar kan worden gedeeld door meerdere mensen als die allemaal hebben bijgedragen aan dezelfde prestatie.

## Winnaars
- 1988 Charles Y. Prescott
- 1989 Henry W. Kendall, Richard E. Taylor, Jerome I. Friedman
- 1990 Michael S. Witherell
- 1991 Gerson Goldhaber en Francois Pierre
- 1992 Raymond Davis, Jr. en Frederick Reines
- 1993 Robert B. Palmer, Nicholas P. Samios, Ralph P. Shutt
- 1994 Thomas J. Devlin, Lee G. Pondrom
- 1995 Frank J. Sciulli
- 1996 Gail G. Hanson, Roy Frederick Schwitters
- 1997 Henning Schröder, Yuri Mikhailovich Zaitsev
- 1998 David Robert Nygren
- 1999 Edward H. Thorndike
- 2000 Martin Breidenbach
- 2001 Paul Grannis
- 2002 Masatoshi Koshiba, Takaaki Kajita, Yoji Totsuka
- 2003 William J. Willis
- 2004 Arie Bodek
- 2005 Piermaria J. Oddone
- 2006 John Jaros, Nigel Lockyer, William T. Ford
- 2007 Bruce Winstein, Heinrich Wahl, Italo Mannelli
- 2008 George Cassiday, Pierre Sokolsky
- 2009 Aldo Menzione, Luciano Ristori
- 2010 Eugene Beier
- 2011 Doug Bryman, Laurence Littenberg, Stew Smith
- 2012 Bill Atwood
- 2013 Blas Cabrera, Bernard Sadoulet
- 2014 Kam-Biu Luk, Wang Yifang
- 2015 Stanley G. Wojcicki
- 2016 David Hitlin, Fumihiko Takasaki, Jonathan Dorfan, Stephen L. Olsen
- 2017 Tejinder Virdee, Michel Della Negra, Peter Jenni
- 2018 Lawrence Sulak
- 2019 Sheldon Stone
- 2020 Wesley Smith
- 2021 Edward Kearns, Henry W. Sobel
- 2022 Byron G. Lundberg, Kimio Niwa, Regina Abby Rameika, Vittorio Paolone
- 2023 B. Lee Roberts, William M. Morse